# Eolia (wyspa)

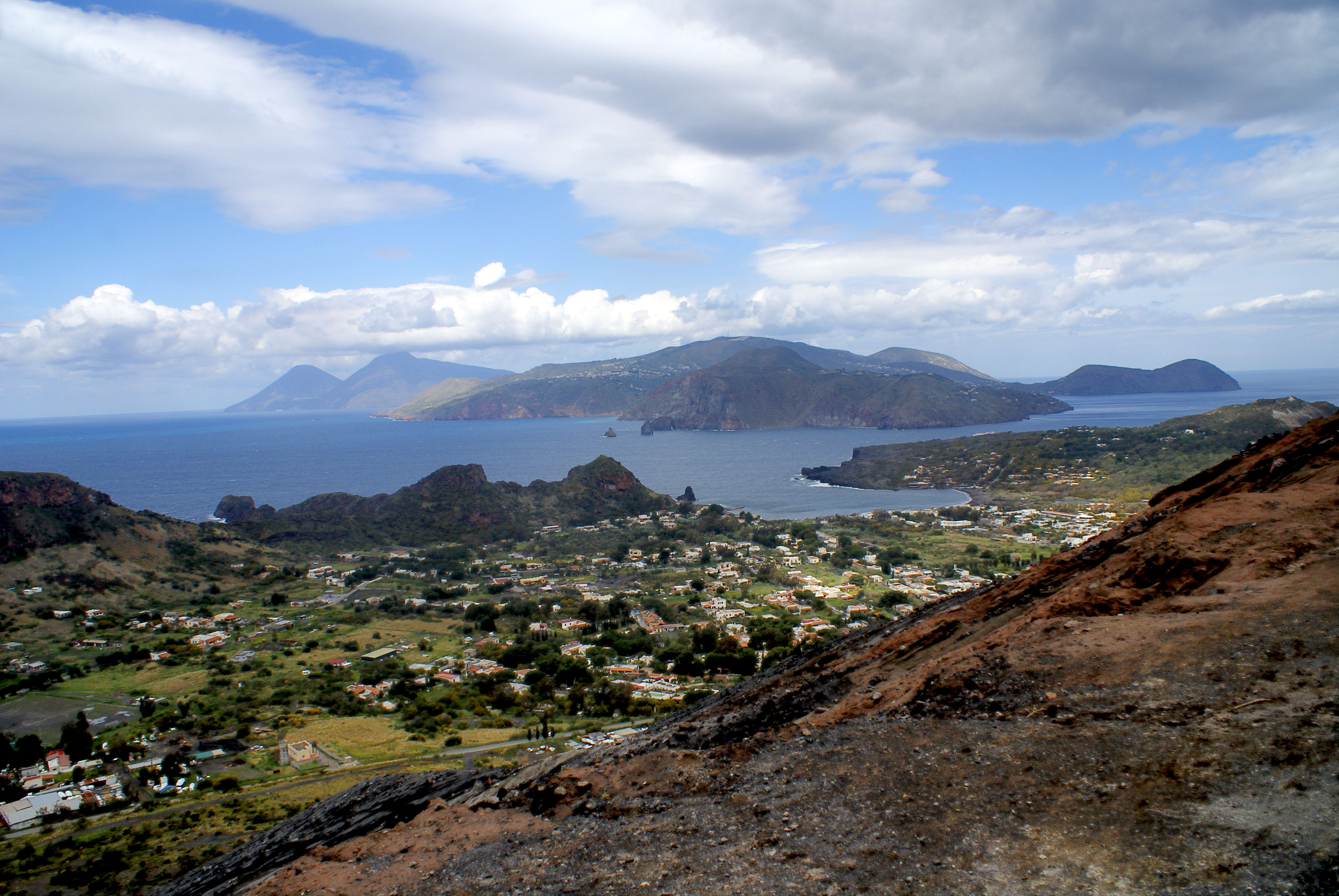
Dzisiejszy wygląd Wysp Liparyjskich (Wysp Eolskich)

Eolia (także Ajolia; stgr. Αἰολία Aiolía, łac. Aeolia) – w mitologii greckiej wyspa.
Uchodziła za siedzibę władcy wiatrów, Eola (Ajolosa). Była skalista i pływała po morzu. Dokoła otaczał ją wał ze spiżu.
Mityczna wyspa Eolia identyfikowana jest ze Stromboli lub Lipari, które należą do Wysp Liparyjskich (Wysp Eolskich) na Morzu Tyrreńskim.